# Mesamia ludovicia
Mesamia ludovicia är en insektsart som beskrevs av Ball 1931. Mesamia ludovicia ingår i släktet Mesamia och familjen dvärgstritar. Inga underarter finns listade i Catalogue of Life.